# 和宮親子內親王
和宮親子內親王（1846年7月3日—1877年9月2日），德川幕府第14代將軍家茂的正室。和宮生于京都，仁孝天皇第八皇女，桂宮淑子內親王和孝明天皇的異母妹，明治天皇的姑姑。生母為典侍觀行院（本名橋本經子），父親仁孝天皇於她出生前數月已駕崩，是為遺腹女。1861年（文久元年）獲內親王宣下，賜名「親子」，隔年下嫁德川家茂，史稱和宮降嫁。

## 生平
弘化三年（1846年）閏五月初十日，和宮出生於外祖父橋本實久的府邸，為仁孝天皇第八女，母親是橋本經子。嘉永四年（1851年），與有栖川宮熾仁親王訂婚。萬延元年（1860年）八月十五日，和宮允諾下嫁。十月初九日，德川家茂公獻上貢品，並派所司代酒井忠義、高家橫瀨貞固，奏請和宮降嫁，十二月二十一日，兩人參內謝恩，二十五日，於桂宮邸參拜，給和宮獻上結納用品，進行納采儀式。
1861年（文久元年）四月十九日，和宮獲得內親王宣下的詔書，受賜「親子」之名。十月初三日舉行首途儀式，二十日自京都出發。途中經由中山道，十一月十五日，抵達江戶，暫居清水家上屋敷。十二月二十一日，移居至江戶城本丸大奧。
1862年（文久二年）2月11日，和宮親子內親王於江戶城和十四代將軍德川家茂公舉行婚禮，乃最後一位輿入大奧的御臺所（因大奧解散，末代將軍德川慶喜正妻一条美賀子未踏足大奧）。
和宮降嫁大奧後，因為出身於京都公家，對於大奧內的武家生活模式很不習慣，因此她和實成院（德川家茂生母）、本壽院（德川家定生母）、天璋院（德川家定御台所）及當時的大奧御年寄瀧山數人之間有很大的摩擦。薩摩武家出身的天璋院尤其對於和宮的公家氣息很是厭惡，兩人關係一度極為惡劣，但最後兩人彼此諒解對方而和解。
和宮與德川家茂之間的感情相當融洽，這在歷代將軍中，將軍與御台所如此和諧恩愛也是少有的，因為一般御台所只是一個象徵性的存在，甚至被稱為「將軍家的擺飾品」。根據目前的史料看來，德川家茂除了御台所和宮以外，並無側室。
1866年（慶應2年）7月20日，德川家茂第二次征伐長州期間，因腳氣性心臟病，病歿於大坂城。21歲的和宮成為寡婦，同年12月落飾出家，孝明天皇賜院號靜寬院宮，法名靜寬院贈一品內親王好譽和順貞恭大姊。她在一年多的時間內，依次失去了母親、丈夫及兄長。
倒幕運動中，和宮應15代將軍德川慶喜之請，與已經冰釋的天璋院一同向外游說，由出身公家的皇女和宮遊說朝廷，而天璋院則與倒幕軍談判。江戶能夠達成無血開城的和平解散，兩人都在德川家的存續事務上出力甚多。江戶開城後，和宮返回京都。後因明治天皇行幸江戶（即現今東京）而受到明治天皇邀請重回江戶城皇居居住至去世為止。大奧解散後，與舊幕臣勝海舟及天璋院也經常見面，關係十分密切。
1877年（明治10年）9月2日，因脚氣衝心（腳氣性心臟病）於靜養的地點——箱根塔之澤温泉旅館「環翠樓」去世，終年三十一歲，與丈夫德川家茂合葬於增上寺。

## 死後
昭和33年（1958年）到35年（1960年）增上寺德川將軍家墓地改葬時，根據對德川家遺骨進行過調查的鈴木尚所寫《骨は語る 徳川將軍・大名家の人びと》(遺骨所敘說的將軍一家)記載，由和宮的遺骨來推定，和宮生前的身高是143公分，並由此復原體格、肌肉等，體重大約是34公斤，而和宮的骨盆比當代一般正常女性窄小許多；此外，和宮的遺骨算是非常完整的被保留了下來，但左手手掌的遺骨卻消失不見，而在和宮葬地內的和宮銅像，左手手掌也很不自然的被隱藏了起來。另外在和宮的畫像中，左手手掌也沒有露出衣袖之外，因此有可能生前因不明原因而失去左手。
同時在和宮的陪葬品中，發現了一個成年武士的相片板，但是在發現後的第二天因為日照而失去了影像，只留下玻璃板，因此已無法確知影像中的男子是何人。有認為是尚未成親的婚約對象有栖川宮熾仁親王，但一般來說是以夫婿德川家茂最有可能。

## 世系
| 和宮親子內親王 | 父： 仁孝天皇 | 祖父： 光格天皇         | 曾祖父： 閑院宮典仁親王   |
| 和宮親子內親王 | 父： 仁孝天皇 | 祖父： 光格天皇         | 曾祖母： 蓮上院大江磐代   |
| 和宮親子內親王 | 父： 仁孝天皇 | 祖母: 東京極院          | 曾祖父: 勸修寺經逸        |
| 和宮親子內親王 | 父： 仁孝天皇 | 祖母: 東京極院          | 曾祖母： 池田數計子       |
| 和宮親子內親王 | 母： 觀行院   | 祖父： 橋本實久         | 曾祖父： 橋本實誠         |
| 和宮親子內親王 | 母： 觀行院   | 祖父： 橋本實久         | 曾祖母： 花山院常雅第三女 |
| 和宮親子內親王 | 母： 觀行院   | 祖母： 橋本實久妻家女房 | 曾祖父： 不詳             |
| 和宮親子內親王 | 母： 觀行院   | 祖母： 橋本實久妻家女房 | 曾祖母： 不詳             |

|  |  | (114) 中御門天皇   | (114) 中御門天皇   | (114) 中御門天皇   | (114) 中御門天皇   | (114) 中御門天皇   | (114) 中御門天皇   |  |  | (115) 櫻町天皇     | (115) 櫻町天皇     | (115) 櫻町天皇     | (115) 櫻町天皇     | (115) 櫻町天皇     | (115) 櫻町天皇     |  |  | (117) 後櫻町天皇     | (117) 後櫻町天皇     | (117) 後櫻町天皇     | (117) 後櫻町天皇     | (117) 後櫻町天皇     | (117) 後櫻町天皇     |  |  |                  |                  |                  |                  |                  |                  |  |  |                |                |                |                |                |                |  |  |               |               |               |               |               |               |  |  |
|  |  | (114) 中御門天皇   | (114) 中御門天皇   | (114) 中御門天皇   | (114) 中御門天皇   | (114) 中御門天皇   | (114) 中御門天皇   |  |  | (115) 櫻町天皇     | (115) 櫻町天皇     | (115) 櫻町天皇     | (115) 櫻町天皇     | (115) 櫻町天皇     | (115) 櫻町天皇     |  |  | (117) 後櫻町天皇     | (117) 後櫻町天皇     | (117) 後櫻町天皇     | (117) 後櫻町天皇     | (117) 後櫻町天皇     | (117) 後櫻町天皇     |  |  |                  |                  |                  |                  |                  |                  |  |  |                |                |                |                |                |                |  |  |               |               |               |               |               |               |  |  |
|  |  |                    |                    |                    |                    |                    |                    |  |  |                    |                    |                    |                    |                    |                    |  |  |                      |                      |                      |                      |                      |                      |  |  |                  |                  |                  |                  |                  |                  |  |  |                |                |                |                |                |                |  |  |               |               |               |               |               |               |  |  |
|  |  |                    |                    |                    |                    |                    |                    |  |  |                    |                    |                    |                    |                    |                    |  |  | (116) 桃園天皇       | (116) 桃園天皇       | (116) 桃園天皇       | (116) 桃園天皇       | (116) 桃園天皇       | (116) 桃園天皇       |  |  | (118) 後桃園天皇 | (118) 後桃園天皇 | (118) 後桃園天皇 | (118) 後桃園天皇 | (118) 後桃園天皇 | (118) 後桃園天皇 |  |  |                |                |                |                |                |                |  |  |               |               |               |               |               |               |  |  |
|  |  |                    |                    |                    |                    |                    |                    |  |  |                    |                    |                    |                    |                    |                    |  |  | (116) 桃園天皇       | (116) 桃園天皇       | (116) 桃園天皇       | (116) 桃園天皇       | (116) 桃園天皇       | (116) 桃園天皇       |  |  | (118) 後桃園天皇 | (118) 後桃園天皇 | (118) 後桃園天皇 | (118) 後桃園天皇 | (118) 後桃園天皇 | (118) 後桃園天皇 |  |  |                |                |                |                |                |                |  |  |               |               |               |               |               |               |  |  |
|  |  |                    |                    |                    |                    |                    |                    |  |  |                    |                    |                    |                    |                    |                    |  |  |                      |                      |                      |                      |                      |                      |  |  |                  |                  |                  |                  |                  |                  |  |  |                |                |                |                |                |                |  |  |               |               |               |               |               |               |  |  |
|  |  | （閑院宮）直仁親王 | （閑院宮）直仁親王 | （閑院宮）直仁親王 | （閑院宮）直仁親王 | （閑院宮）直仁親王 | （閑院宮）直仁親王 |  |  | 典仁親王（慶光院） | 典仁親王（慶光院） | 典仁親王（慶光院） | 典仁親王（慶光院） | 典仁親王（慶光院） | 典仁親王（慶光院） |  |  | 美仁親王〔閑院宮家〕 | 美仁親王〔閑院宮家〕 | 美仁親王〔閑院宮家〕 | 美仁親王〔閑院宮家〕 | 美仁親王〔閑院宮家〕 | 美仁親王〔閑院宮家〕 |  |  |                  |                  |                  |                  |                  |                  |  |  |                |                |                |                |                |                |  |  |               |               |               |               |               |               |  |  |
|  |  | （閑院宮）直仁親王 | （閑院宮）直仁親王 | （閑院宮）直仁親王 | （閑院宮）直仁親王 | （閑院宮）直仁親王 | （閑院宮）直仁親王 |  |  | 典仁親王（慶光院） | 典仁親王（慶光院） | 典仁親王（慶光院） | 典仁親王（慶光院） | 典仁親王（慶光院） | 典仁親王（慶光院） |  |  | 美仁親王〔閑院宮家〕 | 美仁親王〔閑院宮家〕 | 美仁親王〔閑院宮家〕 | 美仁親王〔閑院宮家〕 | 美仁親王〔閑院宮家〕 | 美仁親王〔閑院宮家〕 |  |  |                  |                  |                  |                  |                  |                  |  |  |                |                |                |                |                |                |  |  |               |               |               |               |               |               |  |  |
|  |  |                    |                    |                    |                    |                    |                    |  |  |                    |                    |                    |                    |                    |                    |  |  |                      |                      |                      |                      |                      |                      |  |  |                  |                  |                  |                  |                  |                  |  |  |                |                |                |                |                |                |  |  |               |               |               |               |               |               |  |  |
|  |  |                    |                    |                    |                    |                    |                    |  |  |                    |                    |                    |                    |                    |                    |  |  | (119) 光格天皇       | (119) 光格天皇       | (119) 光格天皇       | (119) 光格天皇       | (119) 光格天皇       | (119) 光格天皇       |  |  | (120) 仁孝天皇   | (120) 仁孝天皇   | (120) 仁孝天皇   | (120) 仁孝天皇   | (120) 仁孝天皇   | (120) 仁孝天皇   |  |  | (121) 孝明天皇 | (121) 孝明天皇 | (121) 孝明天皇 | (121) 孝明天皇 | (121) 孝明天皇 | (121) 孝明天皇 |  |  | (122)明治天皇 | (122)明治天皇 | (122)明治天皇 | (122)明治天皇 | (122)明治天皇 | (122)明治天皇 |  |  |
|  |  |                    |                    |                    |                    |                    |                    |  |  |                    |                    |                    |                    |                    |                    |  |  | (119) 光格天皇       | (119) 光格天皇       | (119) 光格天皇       | (119) 光格天皇       | (119) 光格天皇       | (119) 光格天皇       |  |  | (120) 仁孝天皇   | (120) 仁孝天皇   | (120) 仁孝天皇   | (120) 仁孝天皇   | (120) 仁孝天皇   | (120) 仁孝天皇   |  |  | (121) 孝明天皇 | (121) 孝明天皇 | (121) 孝明天皇 | (121) 孝明天皇 | (121) 孝明天皇 | (121) 孝明天皇 |  |  | (122)明治天皇 | (122)明治天皇 | (122)明治天皇 | (122)明治天皇 | (122)明治天皇 | (122)明治天皇 |  |  |
|  |  |                    |                    |                    |                    |                    |                    |  |  |                    |                    |                    |                    |                    |                    |  |  |                      |                      |                      |                      |                      |                      |  |  |                  |                  |                  |                  |                  |                  |  |  |                |                |                |                |                |                |  |  |               |               |               |               |               |               |  |  |
|  |  |                    |                    |                    |                    |                    |                    |  |  | 鷹司輔平           | 鷹司輔平           | 鷹司輔平           | 鷹司輔平           | 鷹司輔平           | 鷹司輔平           |  |  |                      |                      |                      |                      |                      |                      |  |  |                  |                  |                  |                  |                  |                  |  |  | 和宮親子內親王 | 和宮親子內親王 | 和宮親子內親王 | 和宮親子內親王 | 和宮親子內親王 | 和宮親子內親王 |  |  |               |               |               |               |               |               |  |  |
|  |  |                    |                    |                    |                    |                    |                    |  |  | 鷹司輔平           | 鷹司輔平           | 鷹司輔平           | 鷹司輔平           | 鷹司輔平           | 鷹司輔平           |  |  |                      |                      |                      |                      |                      |                      |  |  |                  |                  |                  |                  |                  |                  |  |  | 和宮親子內親王 | 和宮親子內親王 | 和宮親子內親王 | 和宮親子內親王 | 和宮親子內親王 | 和宮親子內親王 |  |  |               |               |               |               |               |               |  |  |

## 登場作品
小說
- 皇女和宮（德間書店、川口松太郎（日语：川口松太郎）著）
- 和宮樣御留（講談社、有吉佐和子著）
- 皇女的靈柩（講談社、內田康夫著）
- 幕末姬～葵之章～（集英社、藤咲步那（日语：藤咲あゆな）著）

影視劇
- 朱雀門（1957年、大映、演：若尾文子）
- 大東京誕生 大江戶之鐘（1958年、松竹、演：山田五十鈴）
- 皇女和宮（1959年、KR、演：水谷八重子（日语：水谷八重子 (初代)））
- 皇女和宮（1963年、NTV、演：香川京子）
- 幕末（1964年、TBS、演：矢代京子）
- 大奧（1968年、KTV、演：美空雲雀）
- 皇女和宮（1968年、NET、演：佐久間良子）
- 天皇的世紀（日语：天皇の世紀#第一部（テレビドラマ））（1971年、ABC、演：澤真希子）
- 和宮樣御留（日语：和宮様御留#テレビドラマ（1981年フジテレビ系））（1981年、CX、演：岡田奈奈）
- 大奧（1983年、KTV、演：仙道敦子）
- 天璋院篤姬（1985年、ANB、演：秋吉久美子）
- 宛如飛翔（1990年、NHK大河劇、演：鈴木京香）
- 和宮樣御留（日语：和宮様御留#テレビドラマ（1991年テレビ朝日系））（1991年、ANB、演：藤谷美紀）
- 拜託龍馬了！（日语：竜馬におまかせ!）（1996年、NTV、演：豐田真帆）
- 德川慶喜（1998年、NHK大河劇、演：小橋惠（日语：小橋めぐみ））
- 大奧（2003年、CX、演：安達祐實）
- 篤姬（2008年、NHK大河劇、演：堀北真希）
- 仁者俠醫（2011年、TBS、演：黑川智花）
- 直衝青天（2021年、NHK大河劇、演：深川麻衣）

漫畫
- 和宮內親王（世界文化社、藤田素子（日语：藤田素子）作）
- 仁者俠醫（集英社、村上紀香作）
- 大奧（白泉社、吉永史作）
- 貓貓日本史（日语：ねこねこ日本史）（實業之日本社（日语：実業之日本社）、噌西健治（日语：そにしけんじ）作）

| 前任： 天璋院 | 御台所 | 继任： 貞肅院 |